# Differdange-Apiflo Vacances/Saison 2008
Dieser Artikel listet die Mannschaft und die Erfolge des Teams Differdange-Apiflo Vacances in der Saison 2008 auf.

## Erfolge

### Erfolge in der UCI Asia Tour
Bei den Rennen der UCI Europe Asia im Jahr 2008 gelangen dem Team nachstehende Erfolge.
| Datum      | Rennen                     | Kat. | Sieger            |
| 10. Januar | 4. Etappe Jelajah Malaysia | 2.2  | Fredrik Johansson |

### Erfolge in der UCI Europe Tour
Bei den Rennen der UCI Europe Tour im Jahr 2008 gelangen dem Team nachstehende Erfolge.
| Datum    | Rennen                                          | Kat. | Sieger               |
| 14. Juni | 4. Etappe Ronde de l’Oise                       | 2.2  | Sébastien Harbonnier |
| 29. Juni | Luxemburger Meisterschaft – Straßenrennen (U23) | CN   | Cyrille Heymans      |

### Erfolge im Cyclocross 2008/2009
| Datum        | Rennen                                  | Fahrer        |
| ------------ | --------------------------------------- | ------------- |
| 16. November | National Trophy Round 4, Leicestershire | Nicolas Bazin |

## Mannschaft

### Kader
| Name                 | Geburtstag         | Nationalität |
| -------------------- | ------------------ | ------------ |
| Nicolas Bazin        | 9. Juni 1983       | Frankreich   |
| Hannes Blank         | 30. April 1983     | Deutschland  |
| Thomas Bodo          | 7. Oktober 1980    | Frankreich   |
| David Claerebout     | 16. Mai 1987       | Luxemburg    |
| Tjarco Cuppens       | 20. Mai 1976       | Niederlande  |
| Sébastien Einsle     | 11. Januar 1987    | Luxemburg    |
| Sébastien Harbonnier | 31. Dezember 1984  | Frankreich   |
| Cyrille Heymans      | 4. März 1986       | Luxemburg    |
| Fredrik Johansson    | 18. März 1978      | Schweden     |
| Carlo Kirsch         | 6. Juni 1986       | Luxemburg    |
| Morten Knudsen       | 21. September 1981 | Dänemark     |
| Erik Magnusson       | 22. Juni 1987      | Schweden     |
| Christophe Masson    | 6. September 1985  | Frankreich   |
| Håkan Nilsson        | 29. August 1980    | Schweden     |
| Christian Poos       | 5. November 1977   | Luxemburg    |
| Mads Rydicher        | 30. Mai 1987       | Dänemark     |
| Robert Schmitt       | 23. Dezember 1986  | Luxemburg    |
| Mark Solberg         | 4. Februar 1986    | Niederlande  |
| Claude Wolter        | 6. Februar 1983    | Luxemburg    |
| Stagiaires           | Stagiaires         | Nationalität |
| Florian Monreal      | Florian Monreal    | Deutschland  |

### Zugänge – Abgänge
| Zugänge                    | Team 2007                        | Abgänge                     | Team 2008                |
| -------------------------- | -------------------------------- | --------------------------- | ------------------------ |
| Carl Naibo                 | Ag2r Prévoyance                  | Frank Dressler              | Mitsubishi-Jartazi       |
| Fredrik Johansson          | Designa Køkken                   | Vincenzo Centrone           | Preti Mangimi            |
| Cyrille Heymans            | Pictoflex-Thompson-Hyundai       | Steve Fogen                 | Preti Mangimi            |
| Frédéric Finot             | Roubaix Lille Métropole          | Christian Knørr             | Glud & Marstrand Horsens |
| Thomas Bodo                | Ex-Profi (La Française des Jeux) | Stefan Heiny                | RVC Reute (Elite 2)      |
| Tjarco Cuppens             | Ex-Profi (Comnet-Senges)         | Nick Clesen                 | Unbekannt                |
| Nicolas Inaudi             | Ex-Profi (Cofidis 2006)          | Angelo Cocco                | Unbekannt                |
| Robert Schmitt             | Ex-Profi (Differdange 2006)      | Joé Kirch                   | Unbekannt                |
| Claude Wolter              | Ex-Profi (Konica Minolta)        | Sören Nissen                | Amore e Vita             |
| Nicolas Bazin              | Neoprofi                         | Tom Wecker                  | Unbekannt                |
| David Claerebout           | Neoprofi                         | Nicolas Inaudi (bis 01.05.) | Unbekannt                |
| Sébastien Einsle           | Neoprofi                         | Frédéric Finot (bis 15.09.) | Unbekannt                |
| Sébastien Harbonnier       | Neoprofi                         | Eddy Forner (bis 15.09.)    | Unbekannt                |
| Mark Solberg               | Neoprofi                         | Carl Naibo (bis 15.09.)     | Unbekannt                |
| Erik Magnusson (ab 15.09.) | Neoprofi                         |                             |                          |
| Mads Rydicher (ab 15.09.)  | Neoprofi                         |                             |                          |